# Unione Sportiva Vezio Parducci Viareggio 1933-1934
Questa voce raccoglie le informazioni riguardanti l'Unione Sportiva Vezio Parducci Viareggio nelle competizioni ufficiali della stagione 1933-1934.

## Stagione
Serie B, 5ª edizione del secondo livello del campionato italiano. Per il Viareggio, un ritorno, considerando gli anni tra il 1922 e 1926 (Seconda Divisione).

## Rosa
| N. |                   | Ruolo | Calciatore           |
| -- | ----------------- | ----- | -------------------- |
|    | Italia (bandiera) | A     | Sergio Angelini      |
|    | Italia (bandiera) | C     | Lisandro Bertuccelli |
|    | Italia (bandiera) | A     | Carlo Castellani     |
|    | Italia (bandiera) | C     | Leone Della Latta    |
|    | Italia (bandiera) | D     | Cesare Del Torto     |
|    | Italia (bandiera) | A     | Alfio Giorgetti (II) |
|    | Italia (bandiera) | A     | Salvatore Giorgetti  |
|    | Italia (bandiera) | A     | Gino Lemmetti        |
|    | Italia (bandiera) | A     | Lamberto Lippi       |
|    | Italia (bandiera) | P     | Amelio Palonti       |
|    | Italia (bandiera) | D     | Renato Pasquinucci   |

| N. |                   | Ruolo | Calciatore          |
| -- | ----------------- | ----- | ------------------- |
|    | Italia (bandiera) | A     | Zaverio Puccinelli  |
|    | Italia (bandiera) |       | Luciano Patalani    |
|    | Italia (bandiera) |       | Mario Puccinelli    |
|    | Italia (bandiera) | D     | Giuseppe Puccioni   |
|    | Italia (bandiera) | D     | Euro Riparbelli     |
|    | Italia (bandiera) | A     | Francesco G. Sanson |
|    | Italia (bandiera) | C     | Renato Tori         |
|    | Italia (bandiera) | C     | Mameli Viani (I)    |
|    | Italia (bandiera) | D     | Carlo Zappelli (II) |
|    | Italia (bandiera) | P     | Pietro Zappelli (I) |
|    | Italia (bandiera) | A     | Antonio Giordani    |

## Risultati

### Serie B

#### Girone A

##### Girone di andata
| Cagliari 10 settembre 1933 1ª giornata     | Cagliari  | 1 – 0 referto | Viareggio | Campo di via Pola |
| \| \| \| \| \| Cipriani \| Marcatori \| \| |           |               |           |                   |
|                                            |           |               |           |                   |
| Cipriani                                   | Marcatori |               |           |                   |

| Arbitro: | Zelocchi (Modena) |

|          |           |  |
| Lemmetti | Marcatori |  |

| Arbitro: | Collina (Savona) |

|                |           |  |
| Giordani Lippi | Marcatori |  |

| Arbitro: | Carletti (Ancona) |

|                                                |           |  |
| Checco Portaluppi ?’, ?’, ?’ Cappellini ?’, ?’ | Marcatori |  |

| Arbitro: | Rubinato (Venezia) |

|                        |           |  |
| Loetti ?’ (rig.) Rossi | Marcatori |  |

| Arbitro: | Carnevali (Roma) |

|                 |           |          |
| Lemmetti ?’, ?’ | Marcatori | Ferretti |

| Viareggio 29 ottobre 1933 7ª giornata | Viareggio        | 0 – 0 referto | Seregno | Polisportivo (Darsena Europa)\| Arbitro: \| Moretti (Genova) \| |
| Arbitro:                              | Moretti (Genova) |               |         |                                                                 |

| Arbitro: | Bertoli (Vicenza) |

|  |           |            |
|  | Marcatori | Castellani |

| Arbitro: | Levrero (Genova) |

|        |           |         |
| Sanson | Marcatori | Mariani |

| Arbitro: | Puglia (Napoli) |

|                            |           |           |
| Puccinelli ?’, ?’ Giordani | Marcatori | Piccinini |

| 19 novembre 1933 11ª giornata |  | – Turno di riposo |  |  |

| Viareggio 26 novembre 1933 12ª giornata           | Viareggio | 0 – 2 referto   | Sampierdarenese | Polisportivo (Darsena Europa) |
| \| \| \| \| \| \| Marcatori \| Comini Munerati \| |           |                 |                 |                               |
|                                                   |           |                 |                 |                               |
|                                                   | Marcatori | Comini Munerati |                 |                               |

| Arbitro: | Gama (Milano) |

|  |           |                              |
|  | Marcatori | ?’, ?’ Pasquinucci Giorgetti |

##### Girone di ritorno
| Arbitro: | Scorzoni (Bologna) |

|                                            |           |            |
| Pasquinucci Sanson Giorgetti III ?’ (rig.) | Marcatori | Zambianchi |

| Arbitro: | Gianelli (Genova) |

|         |           |  |
| Manazza | Marcatori |  |

| Arbitro: | De Sanctis (Roma) |

|                     |           |                        |
| Bresolani Ciminaghi | Marcatori | Angelini Giorgetti III |

| Arbitro: | Casati (Como) |

|                         |           |  |
| Lemmetti Pasquinucci II | Marcatori |  |

| Arbitro: | Gonani (Ravenna) |

|  |           |         |
|  | Marcatori | Luraghi |

| Arbitro: | Beretta (Novi Ligure) |

|                     |           |            |
| Re Villani Bassetti | Marcatori | Puccinelli |

| Arbitro: | Scotto (Savona) |

|                                 |           |  |
| Formenti Giorgetti II ?’ (aut.) | Marcatori |  |

| Arbitro: | Biancone (Roma) |

|                              |           |                 |
| Puccinelli ?’, ?’, ?’ Sanson | Marcatori | ?’ (rig.) Ratti |

| Vigevano 18 febbraio 1934 22ª giornata | GC Vigevanesi      | 0 – 0 referto | Viareggio | Campo Bepi Crespi\| Arbitro: \| Turbiani (Ferrara) \| |
| Arbitro:                               | Turbiani (Ferrara) |               |           |                                                       |

| Arbitro: | Zorzi (Vicenza) |

|         |           |                           |
| Taverna | Marcatori | Giordani Giorgetti Sanson |

| 4 marzo 1934 24ª giornata |  | – Turno di riposo |  |  |

| Arbitro: | Turbiani (Ferrara) |

|                               |           |  |
| Comini ?’, ?’, ?’, ?’ Dossena | Marcatori |  |

| Arbitro: | Pannuzzi (Roma) |

|                  |           |                     |
| Giorgetti Sanson | Marcatori | ?’ (aut.) Giorgetti |

## Statistiche

### Statistiche di squadra
| Competizione       | Punti | In casa | In casa | In casa | In casa | In casa | In casa | In trasferta | In trasferta | In trasferta | In trasferta | In trasferta | In trasferta | Totale | Totale | Totale | Totale | Totale | Totale | DR |
| Competizione       | Punti | G       | V       | N       | P       | Gf      | Gs      | G            | V            | N            | P            | Gf           | Gs           | G      | V      | N      | P      | Gf     | Gs     | DR |
| ------------------ | ----- | ------- | ------- | ------- | ------- | ------- | ------- | ------------ | ------------ | ------------ | ------------ | ------------ | ------------ | ------ | ------ | ------ | ------ | ------ | ------ | -- |
| Serie B - girone A | 26    | 12      | 8       | 2       | 2       | 20      | 9       | 12           | 3            | 2            | 7            | 10           | 23           | 24     | 11     | 4      | 9      | 30     | 32     | -2 |

### Statistiche dei giocatori
| Giocatore          | Serie B  | Serie B |
| Giocatore          | Presenze | Reti    |
| ------------------ | -------- | ------- |
| S. Angelini        | ?        | ?       |
| L. Bertuccelli     | ?        | ?       |
| C. Castellani      | ?        | ?       |
| L. Della Latta     | ?        | ?       |
| C. Del Torto       | ?        | ?       |
| A. Giorgetti (III) | ?        | ?       |
| S. Giorgetti       | ?        | ?       |
| G. Lemmetti        | ?        | ?       |
| L. Lippi           | ?        | ?       |
| A. Palonti         | ?        | ?       |
| R. Pasquinucci     | ?        | ?       |
| Z. Puccinelli      | ?        | ?       |
| L. Patalani        | ?        | ?       |
| M. Puccinelli      | ?        | ?       |
| G. Puccioni        | ?        | ?       |
| E. Riparbelli      | ?        | ?       |
| F. Sanson          | ?        | ?       |
| R. Tori            | ?        | ?       |
| M. Viani (I)       | ?        | ?       |
| C. Zappelli (II)   | ?        | ?       |
| P. Zappelli (I)    | ?        | ?       |